# Ferdinando Ruggi d'Aragona
Ferdinando Ruggi d'Aragona (Salerno, 23 maggio 1760 – Napoli, 7 dicembre 1799) è stato un patriota e nobile italiano, marchese appartenente alla famiglia Ruggi d'Aragona.

## Biografia
Era il sesto figlio di Matteo Angelo, marchese, e dalla marchesa Maria Maddalena Cavaselice, di nobiltà spagnola. Nel 1777 entrò a far parte del Sovrano militare ordine di Malta abbracciando la carriera militare nella Marina borbonica: nel 1784 divenne allievo volontario e si imbarcò su una fregata, continuando il proprio servizio, in mare, negli anni successivi.
Divenuto Tenente di vascello della marina borbonica, nel 1799 aderì alla Repubblica Napoletana.
A Salerno, insieme al fratello Antonio, fu attivo nell'istituzione di un governo provvisorio e fu a capo del dipartimento del Sele. Furono entrambi catturati dai monarchici e messi a morte per decapitazione nella piazza del Mercato a Napoli il 7 dicembre 1799. Il suo cadavere fu sepolto nella parrocchia del Carminiello.